# Ina Andrade
Haydeé Ildarina Andrade Ríos (Jesús María, Lima, 23 de noviembre de 1967), más conocida como Ina Andrade, es una modista, modelo y personalidad peruana. Es esposa de Antauro Humala desde el año 2017.

## Biografía
Ina Andrade nació en el distrito de Jesús María en la ciudad de Lima, el 23 de noviembre de 1967. Es hija de Julio Andrade Vargas y de Irlanda Ríos, siendo hermana menor del músico Julio Andrade.
Estudió un curso de diseño de modas y luego se dedicó a la importación de vehículos usados. También se dedicó a la venta de mascotas y como gerenta en una veterinaria ubicada en el distrito de Santiago de Surco.
Se casó a los 18 años y terminó divorciada.
En marzo del año 2012, durante un proceso de inspección en la celda de Antauro Humala— líder del etnocacerismo quien permanecía bajo arresto por la masacre del Andahuaylazo— se hallaron unos correos electrónicos en los cuales se demostraba vínculos sentimentales con diversas mujeres. Entre las mujeres se encontraba Ina Andrade, quien ese mismo año reveló a la revista Caretas que comenzó su relación con Antauro en el año 2010, cuando éste estaba terminando su relación con su entonces pareja, Nora Bruce. Según declaraciones de Ina Andrade, conoció a Antauro a inicios del año 2000, tras el levantamiento de Locumba, una sublevación militar ocurrida el 29 de octubre ese mismo año organizada por Antauro y su hermano, Ollanta Humala, con el objetivo de que Alberto Fujimori renunciara a la presidencia del Perú. Andrade visitaba a Humala cuando permanecía en prisión y luego terminaron distanciado debido a que ambos estaban casados con sus respectivas parejas. Sin embargo en el año 2010, Ina Andrade volvió a reencontrarse con Antauro Humala durante el fallecimiento de su hijo mayor y ambos volvieron a su relación sentimental, hecho que los medios de comunicación hicieron polémica entre los años 2011 y 2012.
Finalmente, Ina Andrade confirmó su relación con Antauro Humala y posteriormente en el año 2017 contrajeron matrimonio, cuya ceremonia se realizó en el penal Virgen de la Merced, en Chorrillos.

## Participación en la política
En las elecciones generales del año 2021, el congresista José Vega confirmó su candidatura presidencial con Unión por el Perú, partido político con el cual había formado una alianza con el Frente Patriótico de Antauro Humala. Ese mismo año, se confirmó la participación de Ina Andrade como candidata a la primera vicepresidencia. La candidatura no tuvo éxito tras solo alcanzar el 0.703% de votos preferenciales.
Actualmente desde el año 2024 está afiliada a la Alianza Nacional de Trabajadores, Agricultores, Universitarios Reservistas y Obreros, partido político fundado por su esposo Antauro Humala con el cual busca participar en las elecciones generales del año 2026.